# Vladímir Minaixkin
Vladímir Minaixkin   (Sant Petersburg, 16 de novembre de 1928 - Sant Petersburg, 2000) fou un nedador rus, especialista en braça, que va competir sota bandera soviètica durant la dècada de 1950.
Entre 1953 i 1957 va establir vuit rècords mundials, quatre en els 100 metres braça i quatre en el 4x100 metres estils. També va batre un rècord europeu en els 200 metres braça l'any 1954 i una medalla d'or en els 4x100 metres estils del Campionat d'Europa de natació de 1958.
A nivell nacional, entre 1953 i 1959, va guanyar sis campionats i va establir 13 rècords soviètics. Durant la dècada de 1990, fins al 1998, va competir en la categoria màster i va establir 20 rècords russos.